# Joseph Pevney
Joseph Pevney (* 15. September 1911 in New York City; † 18. Mai 2008 in Palm Desert, Kalifornien) war ein US-amerikanischer Filmregisseur, Schauspieler, Filmproduzent und Drehbuchautor.

## Leben
Joseph Pevney begann seine Arbeit im Showgeschäft 1924 als Knabensopran. In den 1930er und 1940er Jahren war er Schauspieler am Broadway und spielte in Stücken wie Battle Hymn, The World We Make, Native Son und Home of the Brave. Nach dem Armeedienst im Zweiten Weltkrieg ging er nach Hollywood und spielte zwischen 1946 und 1950 in mehreren Films noir mit, darunter Robert Rossens Jagd nach Millionen (Body and Soul, 1947), der in drei Kategorien für den Oscar nominiert war und ihn in der Kategorie „Bester Filmschnitt“ gewann, William Keighleys Straße ohne Namen (The Street with No Name, 1948) und Jules Dassins Gefahr in Frisco (Thieves' Highway, 1949).
Beginnend mit dem Kriminalfilm Ohne Skrupel (1950) wechselte er ins Regiefach und drehte bis 1961 über 30 Spielfilme, darunter den Horrorfilm Hinter den Mauern des Grauens (The Strange Door) mit Charles Laughton und Boris Karloff, Komödien wie Im Zirkus der drei Manegen (3 Ring Circus, 1953, mit Dean Martin und Jerry Lewis) und Tammy (Tammy and the Bachelor, 1957) sowie das Lon Chaney-Biopic Der Mann mit den 1000 Gesichtern (Man of a Thousand Faces, 1957). Der Regisseur Pevney galt zwar nicht als großer Stilist, obwohl einige Filmkritiker des Cahiers du Cinema Gefallen an seinen Filmen fanden, dafür aber als sehr zuverlässig arbeitender Regisseur. Er konnte oft gewöhnliche bis altbackene Stoffe ansprechend inszenieren und galt als Schauspielerregisseur, der besonderen Wert auf die Darstellungen legte. Mit Klar Schiff zum Gefecht und Tammy drehte er zwei der größten Kassenerfolge von Universal Studios in den 1950er-Jahren.
Ab 1961 arbeitete Pevney fast ausschließlich als Fernsehregisseur. Er drehte Episoden zahlreicher Fernsehserien, darunter Wagon Train, Verliebt in eine Hexe (Bewitched), The Munsters, Auf der Flucht (The Fugitive), Laredo, Kobra, übernehmen Sie (Mission: Impossible), Dr. med. Marcus Welby, Die Leute von der Shiloh Ranch (The Virginian), Adam-12, Bonanza, Fantasy Island, Der unglaubliche Hulk (The Incredible Hulk), Detektiv Rockford – Anruf genügt (The Rockford Files), Unsere kleine Farm (Little House on the Prairie) und Trapper John, M.D..
Besondere Berühmtheit erlangte er aber mit seinen Arbeiten für die Serie Raumschiff Enterprise (Star Trek), für deren 1. und 2. Staffel er 14 Folgen drehte. Einige der von Pevney gedrehten Folgen zählen zu den populärsten und erfolgreichsten der Serie, darunter Griff in die Geschichte (The City on the Edge of Forever), die mit dem WGA Award ausgezeichnet wurde, Weltraumfieber (Amok Time), Der Wolf im Schafspelz (Wolf in the Fold), Kennen Sie Tribbles? (The Trouble with Tribbles) und Reise nach Babel (Journey to Babel).

## Privatleben
1985 ging Pevney in den Ruhestand und zog einige Jahre später nach Palm Desert, wo er 2008 im Alter von 96 Jahren verstarb. 1942 hatte er die Schauspielerin Mitzi Green geheiratet, mit der er vier Kinder bekam. Nach Greens Tod im Jahre 1969 heiratete Pevney noch zweimal.

## Filmografie (Auswahl)
Als Schauspieler
- 1946: Nocturne
- 1947: Jagd nach Millionen (Body and Soul)
- 1948: Straße ohne Namen (The Street with No Name)
- 1949: Gefahr in Frisco (Thieves’ Highway)
- 1950: Ins Leben entlassen (Outside the Wall)

Als Regisseur
- 1950: Ohne Skrupel (Shakedown)
- 1950: Geheimpolizist Christine Miller (Undercover Girl)
- 1951: Hinter den Mauern des Grauens (The Strange Door)
- 1951: Ausgezählt (Iron Man)
- 1952: Aus Liebe zu Dir (Because of You)
- 1952: Zu allem entschlossen (Meet Danny Wilson)
- 1952: Sein großer Kampf (Flesh and Fury)
- 1953: Der Legionär der Sahara (Desert Legion)
- 1954: In den Kerkern von Marokko (Yankee Pasha)
- 1954: Der Zirkusclown (3 Ring Circus)
- 1955: Seine letzte Chance (Six Bridges to Cross)
- 1955: Das Haus am Strand (Female on the Beach)
- 1955: Goldenes Feuer (Foxfire)
- 1956: Klar Schiff zum Gefecht (Away All Boats)
- 1957: Der Tod war schneller (The Midnight Story)
- 1957: Tammy (Tammy and the Bachelor)
- 1957: Der Mann mit den 1000 Gesichtern (Man of a Thousand Faces)
- 1958: Torpedo los! (Torpedo Run)
- 1959–1965: Wagon Train (Fernsehserie, 24 Folgen)
- 1960: SOS für Flug T 17 (The Crowded Sky)
- 1960: Die Plünderer (The Plunderers)
- 1960: Mister McCall (Cash McCall)
- 1962–1965: Alfred Hitchcock Presents (Fernsehserie, 4 Folgen)
- 1966: Die Todes-Ranch (The Night of the Grizzly)
- 1967–1968: Raumschiff Enterprise (Star Trek; Fernsehserie, 14 Folgen)
- 1968–1972: Bonanza (Fernsehserie, 6 Folgen)
- 1969–1970: Die Leute von der Shiloh Ranch (The Virginan; Fernsehserie, 6 Folgen)
- 1974–1976: Notruf California (Emergency!; Fernsehserie, 7 Folgen)
- 1974–1976: Petrocelli (Fernsehserie, 4 Folgen)
- 1978–1985: Trapper John, M.D. (Fernsehserie, 8 Folgen)